# Ayolas
Ayolas è una città del Paraguay, nel Dipartimento di Misiones. La città si trova sulla riva destra del fiume Paraná, a 350 km dalla capitale del paese Asunción; forma uno dei 10 distretti in cui è diviso il dipartimento.

## Popolazione
Al censimento del 2002 Ayolas contava una popolazione urbana di 10.851 abitanti (15.219 nel distretto).

## Origine del nome
La città prende il nome dal conquistador spagnolo Juan de Ayolas; in precedenza era stata chiamata Corateí e poi San José Mí.

## Storia
La città fu fondata nel 1840 da Patricio Aquino, su richiesta dell'allora dittatore del Paraguay José Gaspar Rodríguez de Francia. Un notevole impulso allo sviluppo del luogo lo ha dato la costruzione, a partire dal 1983, del grande complesso idroelettrico di Yacyretá.

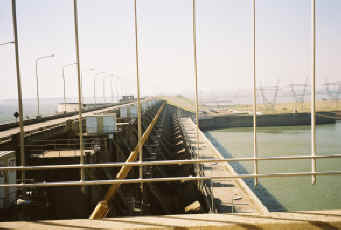
Diga di Yacyretá

## Economia
Al di là dei lavoratori impiegati nella centrale idroelettrica, le attività economiche principali di Ayolas sono l'allevamento e la pesca.